# 81 f.Kr.

## Händelser

### Efter plats

#### Romerska republiken
- Lucius Cornelius Sulla utnämns till diktator och ombildar den romerska regeringen.
- Det andra mithridatiska kriget tar slut.